# ۳-متیل‌پیریدین
۳-متیل‌پیریدین (به انگلیسی: 3-Methylpyridine) با فرمول شیمیایی C۶H۷N یک ترکیب شیمیایی است. که جرم مولی آن ۹۳٫۱۳ g/mol می‌باشد. شکل ظاهری این ترکیب، مایع بی‌رنگ است.